# Студенци (Теслић)
Студенци су насељено мјесто у општини Теслић, Република Српска, БиХ. Према попису становништва из 1991. у насељу је живјело 955 становника.

## Географија
Мјесна заједница је састављена из засеока Прањићи, Мршићи, Ереизи, Чанчари, Лушчићи, Блатњаци. Крај је тијесно повезан са осталим хрватским насељима: Црном Ријеком, Слатином и Комушином. Заједно су некад чинили средњовјековну католичку жупу Кузмадањ (средиште жупе било је на територији Студенаца), те касније жупу Комушина, познату по слици Госпе Конџилске. Жупа Комушина 1881. године подијељена је на три жупе: Бежљу, Комушину Доњу и Комушину Горњу. Студенци и околна села спадају у жупу Бежља. Данас је Комушина позната као највеће маријанско светиште у Врхбосанској Надбискупији. Студенчански крај се налази 6 километара југоисточно од града Теслића, па се за Студенце међу локалним становништвом примио и назив „Шести“. Налазе се у долини ријеке Усоре подно Комушанских брда.

## Становништво
| Националност       | 1991. | 1981. | 1971. | 1961. |
| Хрвати             | 904   | 1.032 | 858   |       |
| Срби               | 23    | 34    | 10    |       |
| Југословени        | 14    |       |       |       |
| Муслимани          | 2     |       |       |       |
| остали и непознато | 12    | 2     | 1     |       |
| Укупно             | 955   | 1.068 | 869   | '     |

| Демографија | Демографија | Демографија |
| Година      | Становника  | Становника  |
| ----------- | ----------- | ----------- |
| 1961.       | 687         |             |
| 1971.       | 869         |             |
| 1981.       | 1.068       |             |
| 1991.       | 955         |             |

## Познате особе
- Драго Ћосић, спортски новинар и коментатор на ХРТ
- Марица Мршић, атлетичарка, освајачица двије сребрне медаље за Југославију на Медитеранским Играма 1983. године у Мароку.
- Владимир Петровић, фудбалер НК Динамо Загреб
- Анто Петровић, фудбалер, некадашњи члан репрезентације БиХ.
- Јурица Прањић, фудбалер НК Осијек.